# Persone di nome Alberto/Nobili
| Questa pagina contiene informazioni ricavate automaticamente dalle voci biografiche con l'ausilio del template Bio e di un bot. L'aggiornamento è periodico e automatico e ricostruisce completamente la pagina. Se manca una persona in questa lista, sei pregato di non aggiungerla, ma accertati piuttosto che la sua voce biografica contenga il template Bio e che i dati anagrafici siano correttamente compilati. Se il template Bio manca, inseriscilo tu stesso o, in alternativa, metti l'avviso {{tmp\|Bio}} che ne segnala la mancanza. Se i dati riportati sono sbagliati, correggi direttamente la voce biografica; le modifiche saranno visibili in questa lista entro pochi giorni. Per chiarimenti vedi il progetto antroponimi. La lista contiene solo le 70 persone che sono citate nell'enciclopedia e per le quali è stato implementato correttamente il template Bio. Pagina aggiornata al 22 lug 2025. |

Questa è una lista di persone presenti nell'enciclopedia che hanno il nome Alberto e sono nobili.

## A(32)
- Alberto V degli Alberti, nobile italiano († 1250)
- Alberto IV degli Alberti, nobile italiano (n. 1143 - † 1203)
- Alberto di Sassonia-Coburgo, nobile (Gotha, n. 1648 - Coburgo, † 1699)
- Alberto VII di Schwarzburg-Rudolstadt, nobile tedesco (Sondershausen, n. 1537 - Rudolstadt, † 1605)
- Alberto Federico di Prussia, nobile prussiano (Königsberg, n. 1553 - Fischhausen, † 1618)
- Alberto II di Meißen, nobile tedesco (n. 1240 - Erfurt, † 1314)
- Alberto Alcibiade di Brandeburgo-Kulmbach, nobile (Ansbach, n. 1522 - Pforzheim, † 1557)
- Alberto II di Brandeburgo-Ansbach, nobile (Ansbach, n. 1620 - Ansbach, † 1667)
- Alberto I di Sassonia, nobile tedesco (n. 1175 - † 1260)
- Alberto III di Tirolo, nobile (n. 1180 - † 1253)
- Alberto III di Sassonia, nobile (Grimma, n. 1443 - Emden, † 1500)
- Alberto Francesco d'Asburgo-Teschen, nobile (Vienna, n. 1897 - Buenos Aires, † 1955)
- Alberto II il Bello di Norimberga, nobile tedesco (n. 1319 - † 1361)
- Alberto VI di Baviera, nobile tedesco (Monaco di Baviera, n. 1584 - Monaco di Baviera, † 1666)
- Alberto I di Namur, nobile francese
- Alberto II di Namur, nobile francese
- Alberto III di Namur, nobile francese († 1102)
- Alberto II di Tirolo, nobile tedesco
- Alberto II di Dabo-Moha, nobile francese († 1212)
- Alberto II di Weimar-Orlamünde, nobile tedesco
- Alberto III di Weimar-Orlamünde, nobile tedesco
- Alberto di Löwenstein-Schenkenberg, nobile austriaco († 1304)
- Alberto di Biandrate, nobile italiano (Italia settentrionale)
- Alberto I di Baviera, nobile (Monaco di Baviera, n. 1336 - L'Aia, † 1404)
- Alberto I di Prussia, nobile prussiano (Ansbach, n. 1490 - Tapiau, † 1568)
- Alberto I di Vermandois, nobile († 987)
- Alberto III il Ricco, nobile austriaco († 1199)
- Alberto IV il Saggio, nobile (Ashqelon, † 1239)
- Alberto V di Baviera, nobile tedesco (Monaco di Baviera, n. 1528 - Monaco di Baviera, † 1579)
- Alberto V di Meclemburgo-Schwerin, nobile (n. 1397 - † 1423)
- Alberto VII di Meclemburgo-Güstrow, nobile tedesco (Wismar, n. 1486 - Schwerin, † 1547)
- Alberto Azzo I, nobile italiano († 1029)

## D(20)
- Alberto I di Brandeburgo, nobile tedesco (n. 1100 - † 1170)
- Alberto II di Vermandois, nobile
- Alberto II lo Sciancato, nobile austriaco (Habsburg, n. 1298 - Vienna, † 1358)
- Alberto V d'Este, nobile (Ferrara, n. 1347 - Ferrara, † 1393)
- Alberto Ernesto I di Oettingen-Oettingen, nobile tedesco (Oettingen, n. 1642 - Schrattenhofen, † 1683)
- Alberto III d'Asburgo, nobile (Vienna, n. 1349 - Laxenburg, † 1395)
- Alberto IV d'Asburgo, nobile (Vienna, n. 1377 - Klosterneuburg, † 1404)
- Alberto VI d'Asburgo, nobile (Vienna, n. 1418 - Vienna, † 1463)
- Alberto I di Brunswick-Grubenhagen, nobile tedesco
- Alberto Azzo II d'Este, nobile italiano (n. 1009 - Vangadizza, † 1097)
- Alberto Piccardo della Scala, nobile italiano (Verona - † 1288)
- Alberto II di Brandeburgo, nobile tedesco († 1220)
- Alberto I di Brunswick-Lüneburg, nobile (n. 1236 - Braunschweig, † 1279)
- Alberto II di Brunswick-Lüneburg, nobile († 1318)
- Alberto di Brunswick-Wolfenbüttel, nobile tedesco (Verden, † 1395)
- Alberto Gondi, nobile, militare e diplomatico francese (Firenze, n. 1522 - Parigi, † 1602)
- Alberto I di Meclemburgo-Stargard, nobile (Stargard - Tartu, † 1397)
- Alberto I di Meißen, nobile tedesco (n. 1158 - † 1195)
- Alberto di Nassau-Weilburg, nobile tedesco (Weilburg, n. 1537 - Ottweiler, † 1593)
- Alberto di Sabbioneta, nobile italiano (Sabbioneta - † 1116)

## H(1)
- Alberto Volfango di Hohenlohe-Langenburg, nobile (Langenburg, n. 1659 - Langenburg, † 1715)

## M(3)
- Alberto II di Meclemburgo, nobile (Schwerin - † 1379)
- Alberto II di Meclemburgo-Stargard, nobile (Stargard - Stargard)
- Alberto Morigia, nobile italiano (Milano - Milano)

## O(1)
- Alberto Ernesto II di Oettingen-Oettingen, nobile tedesco (Oettingen, n. 1669 - Schrattenhofen, † 1731)

## P(3)
- Alberto Pallavicino, nobile italiano (Busseto - † 1148)
- Alberto Pico della Mirandola, nobile e militare italiano (n. 1507 - Mirandola, † 1533)
- Alberto Pio, nobile e condottiero italiano († 1412)

## S(7)
- Alberto Vittorio, duca di Clarence e Avondale, nobile britannico (Berkshire, n. 1864 - Sandringham, † 1892)
- Alberto Volfango di Schaumburg-Lippe, nobile (Bückeburg, n. 1699 - Bückeburg, † 1748)
- Alberto Sambonifacio, nobiluomo italiano († 1135)
- Alberto II di Sassonia, nobile tedesco (Wittenberg, n. 1250 - Aken, † 1298)
- Alberto di Sassonia-Eisenach, nobile (Altenburg, n. 1599 - Eisenach, † 1644)
- Alberto III di Sassonia-Wittenberg, nobile (Wittenberg, n. 1375 - Wittenberg, † 1422)
- Alberto Scotti, nobile, banchiere e politico italiano (Piacenza, n. 1252 - Crema, † 1318)

## T(1)
- Alberto Trigona Joppolo, nobile, politico e militare italiano (n. 1792 - Catania, † 1856)

## W(2)
- Alberto II di Baviera-Straubing, nobile (n. 1369 - Kelheim, † 1397)
- Alberto III di Baviera, nobile (Wolfratshausen, n. 1401 - Monaco di Baviera, † 1460)